# Zam Zam Cola

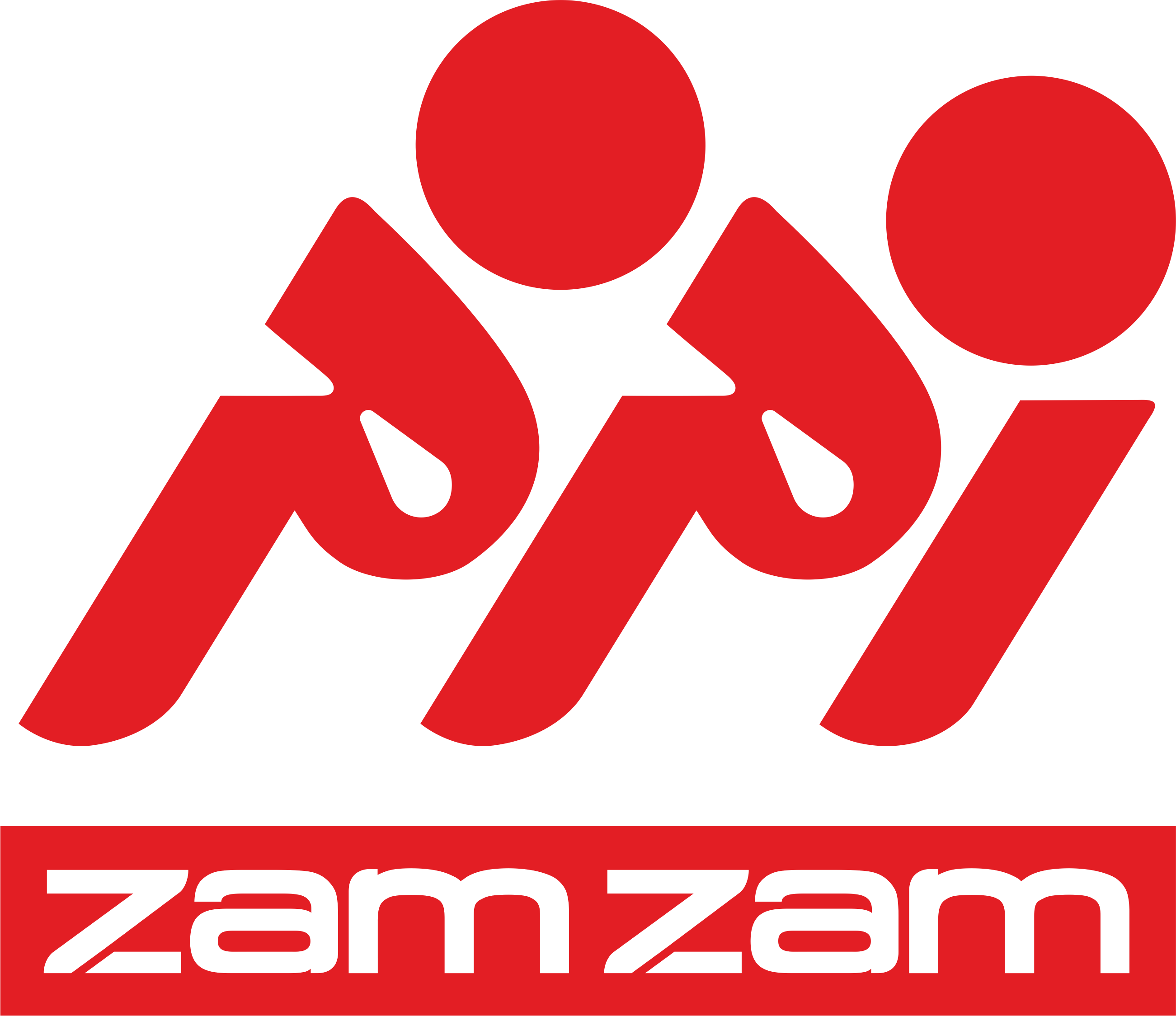
Logo de Zam Zam

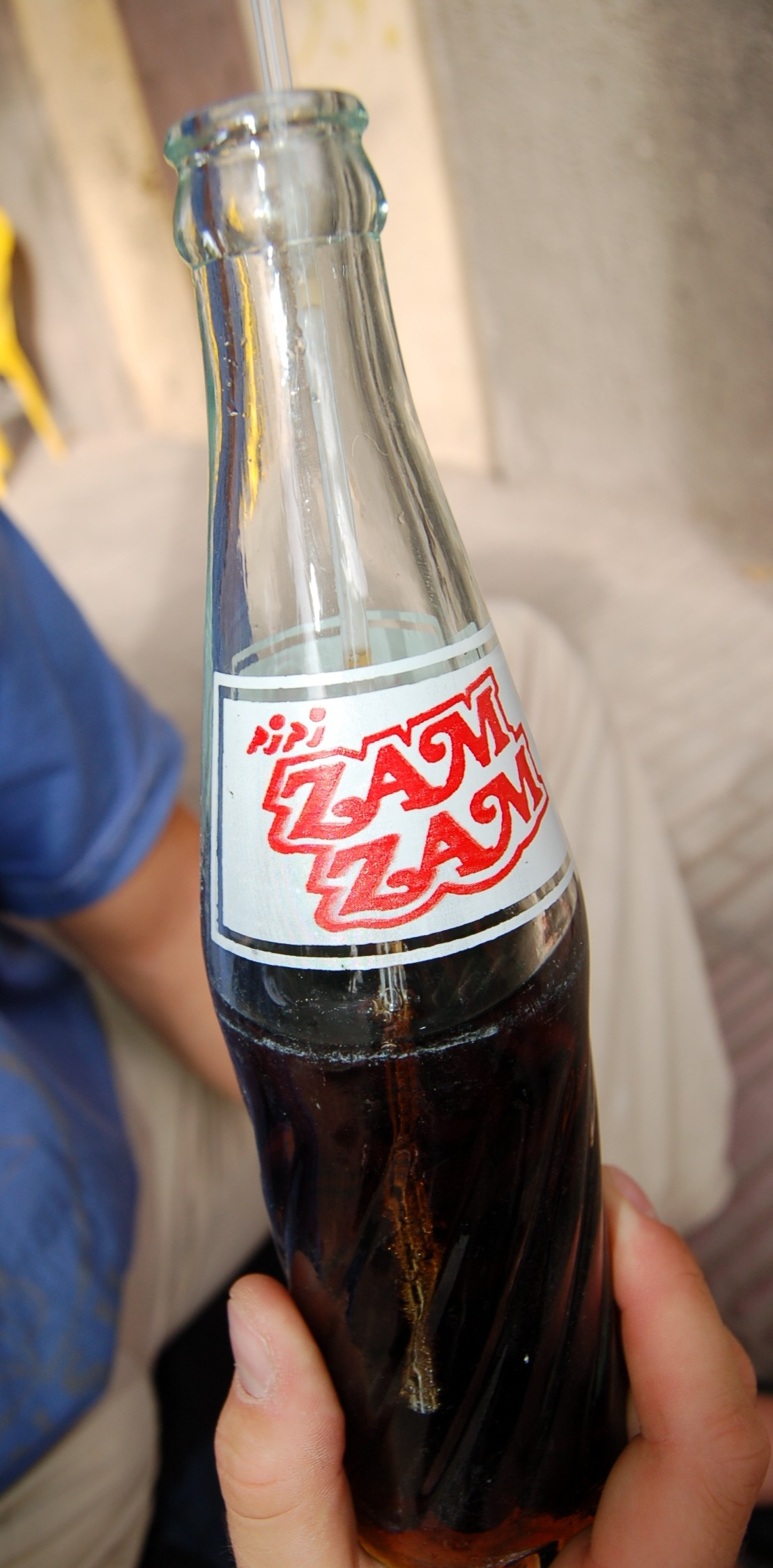
Une bouteille de Zam Zam Cola en 2006.

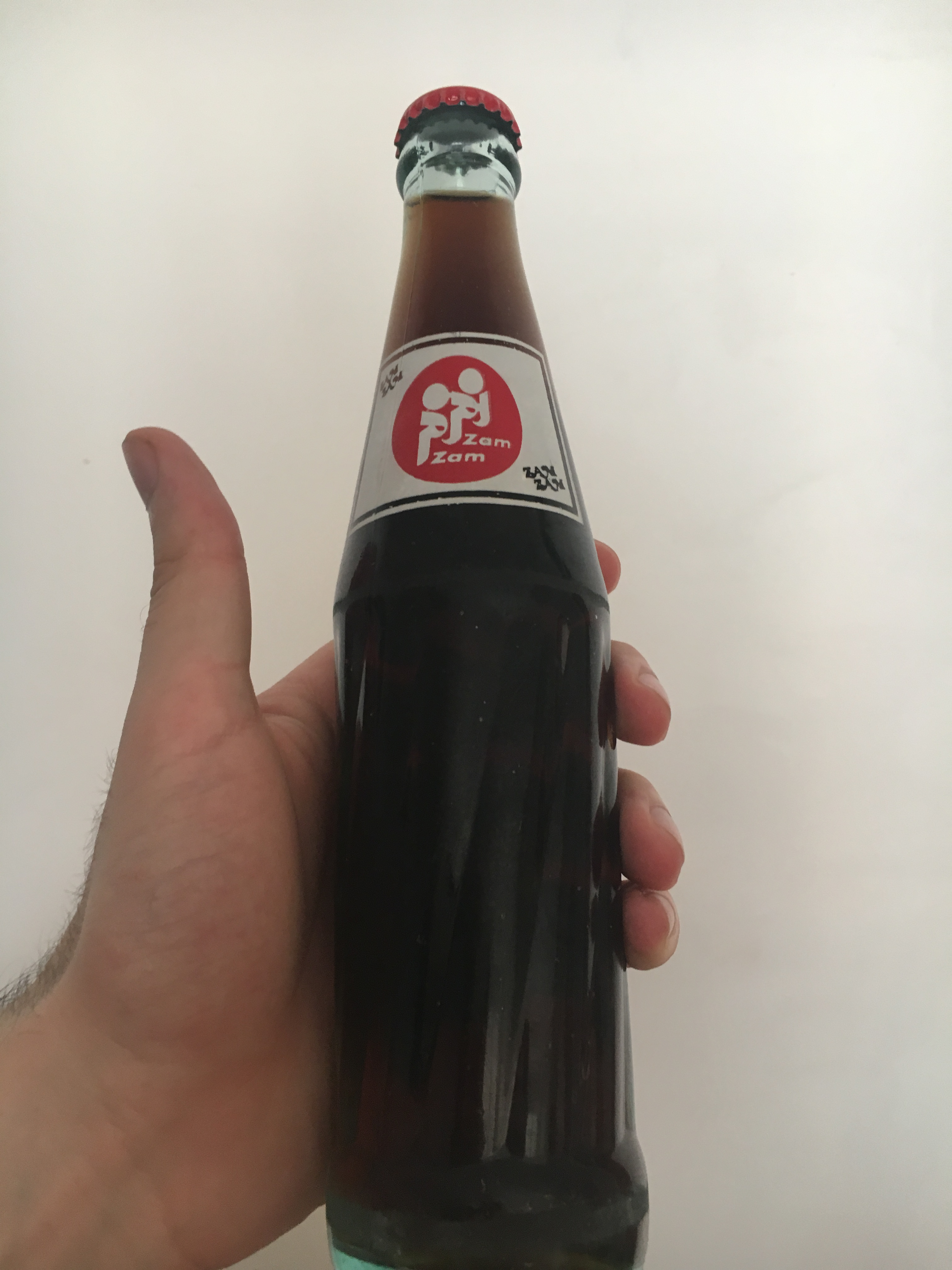
Une bouteille de Zam Zam Cola en 2017.

Zam Zam Cola (en persan زم زم كولا) est un cola iranien. Il est produit en Iran depuis 1954.

## Historique
La Révolution iranienne, avec l'interdiction du Coca-Cola, a facilité l’extension de cet ersatz de Coca-Cola qui tire son nom de la source sacrée de Zamzam, située près de La Mecque, où la tradition affirme qu'Agar a tiré de l'eau pour son fils Ismaël,
La marque appartient à la Bonyad-e Mostazafen va Janbazan, l'une des nombreuses Bonyads (organisation caritative) iraniennes qui contrôlent des pans entiers de l’économie du pays. En 2002, elle emploie 7 780 personnes dans 16 usines en Iran, les principales étant à Téhéran et au nord-est de Mashhad. Son chiffre d'affaires à cette date est de 162 millions de dollars américains (
230 millions actuels).
Auparavant exporté seulement en Irak, en Afghanistan et plusieurs pays d'Afrique au XXe siècle, il est populaire au Moyen-Orient, où il représente une alternative aux marques américaines telles que Pepsi-Cola et Coca-Cola. Il est également vendu en Europe.
Les fabricants de Zam Zam Cola souhaitaient en 2002 fournir les deux millions de pèlerins de La Mecque et, après un lancement au printemps sur le marché de l'archipel de Bahreïn, Zamzam a tenté de s'attaquer au marché du soda saoudien où elle a été, en 2006, interdite au commerce. La même année, un projet d'implantation d'un site de production au Maroc a échoué.